# Российско-австрийские отношения
Российско-австрийские отношения — двусторонние дипломатические отношения между Австрией и Российской Федерацией. Термин также может относиться к отношениям между Австрией и Советским Союзом.

## Ранний период отношений
С XIII века земли, в настоящее время являющиеся частью Австрии, находились под контролем Габсбургов, поэтому внешняя политика Австрии раннего периода отождествлялась с внешней политикой этой династии. История межгосударственных контактов между двумя странами восходит к концу XV века. Тогда великий князь московский Иван III обменялся с императором Максимилианом I посольскими миссиями. Тем не менее вплоть до воцарения Петра I Россия была мало заинтересована в участии в европейских делах. Поэтому только в конце XVII века связи с Габсбургами приобрели регулярный характер: в 1698 году Пётр I лично встретился с Леопольдом I в Вене во время своего знаменитого Великого посольства. По мере экспансии Габсбургов на юг и восток и России на юг и запад отношения между двумя государствами стали играть ключевую роль в обеспечении европейской безопасности.
С вовлечением России в европейские дела формирование союза между Россией и Австрией, направленного против Османской империи и Франции, стало частью политики обоих государств, что объяснялось их внешнеполитическими интересами. В 1726 году страны подписали Венский союзный договор, ставший основой одного из самых продолжительных альянсов в истории Нового времени и одним из самых стабильных элементов международной политики XVIII века. Обе монархии выступали союзниками во время войны за польское наследство (1733—1738), войны за австрийское наследство (1740—1748), Семилетней войны (1756—1763). Параллельно страны вели самостоятельные войны против турок-османов (австро-турецкая война 1787—1791 годов и русско-турецкая война 1787—1792 годов). События Французской революции привели к формированию идеологической солидарности между абсолютными монархиями Европы, в том числе между Россией и Австрией, которые воевали против Франции в Революционных и Наполеоновских войнах.
Первым российским послом в австрийской столице, городе Вена, в 1763 году стал князь Дмитрий Михайлович Голицын, который прослужил в этой стране 18 лет. В честь дипломата названа одна из улиц, где располагалась загородная вилла посла, — Голицынштрассе. Впоследствии послами в Вене становились ряд видных дипломатов и государственных деятелей, в том числе граф Андрей Кириллович Разумовский (построил дворец, профинансировал строительство каменного моста через Дунай, основал картинную галерею), князь Александр Михайлович Горчаков, князь Алексей Борисович Лобанов-Ростовский (начал строительство православного собора на территории российской дипломатической миссии).

## Австрийская и Российская империи
В 1804 году Австрия была провозглашена империей. После Венского конгресса обе страны стали основными защитниками новой системы международных отношений.
В 1848 году в Австрии произошла революция, результатом которой стало объявление венгерскими землями своей независимости. Ответной реакцией со стороны России стал ввод войск в Венгрию для подавления революции и восстановления над землями суверенитета Габсбургов.
Во время Крымской войны Австрия придерживалась политики враждебного нейтралитета по отношению к России и, хотя она и не участвовала в военных действиях, в целом поддерживала англо-французскую коалицию. Австрийская позиция сильно раздражала российского императора Николая I, что стало причиной дальнейшей натянутости отношений между двумя монархиями.

## Австро-Венгрия и Россия
Австро-Венгрия была сильно обеспокоена панславянистской политикой Российской империи, которая предполагала создание общеславянского государства при руководящей роли российского императора. Это привело к антиславянской политике Австрии как внутри страны, так и во внешней политике. Основным источником напряжённых отношений между двумя странами был так называемый «восточный вопрос»: что делать со слабевшей Османской империей и её мятежным христианским населением.
Для противодействия поддержке со стороны России движениям за независимость на Балканах в 1878 году Австро-Венгрия оккупировала Боснию. Это вызвало конфликт между Австрией и Княжеством Сербии, автономным (де-факто независимым) государством в рамках Османской империи, которое пользовалось поддержкой со стороны России. В 1882 году Сербия стала королевством, а в Османской империи ускорились центробежные тенденции. Когда турки-османы попытались восстановить контроль над Боснией, Австрия в 1908 году формально аннексировала её, встретив противодействие со стороны России и Сербии.
Долгосрочным результатом этого «боснийского кризиса» стали очень натянутые отношения между Австро-Венгрией с одной стороны и Сербией и Россией с другой. После Сараевского убийства 28 июня 1914 года австрийского эрцгерцога Франца Фердинанда девятнадцатилетним сербским студентом Гаврилой Принципом, который являлся членом тайной организации «Млада Босна», боровшейся за объединение всех южнославянских народов в одно государство, началась Первая мировая война, в которой Австрия и Россия выступали противоборствующими сторонами. Результатом войны для обоих государств стали революция и свержение монархии.

## Австрия и СССР
Дипломатические отношения между Австрией и СССР были установлены в феврале 1924 года, однако в марте 1938 года, после захвата Австрии Третьим рейхом, они были прерваны. В октябре 1943 года на Московском совещании министров иностранных дел СССР, США и Великобритания приняли «Декларацию об Австрии», в которой «аншлюс Австрии» признавался «несуществующим и недействительным», хотя обращалось внимание на то, что она несла ответственность за участие во Второй мировой войне на стороне гитлеровской Германии. После падения Третьего рейха Австрия была разделена на четыре зоны оккупации: американскую, английскую, советскую и французскую. Дипломатические отношения с СССР (на уровне полпредства) были вновь восстановлены уже в октябре 1945 года. В 1953 году полпредства были преобразованы в посольства. В 1955 году СССР, США, Великобритания и Франция подписали Государственный договор о восстановлении независимой и демократической Австрии. Австрия, в свою очередь, приняла 26 октября 1955 года закон о постоянном нейтралитете.
В последующие годы между двумя странами был подписан ряд крупных соглашений: О торговле и судоходстве (17 октября 1955), Консульский договор (28 февраля 1959), О культурном и научном сотрудничестве (22 марта 1968) и др.

## Австрия и Российская Федерация

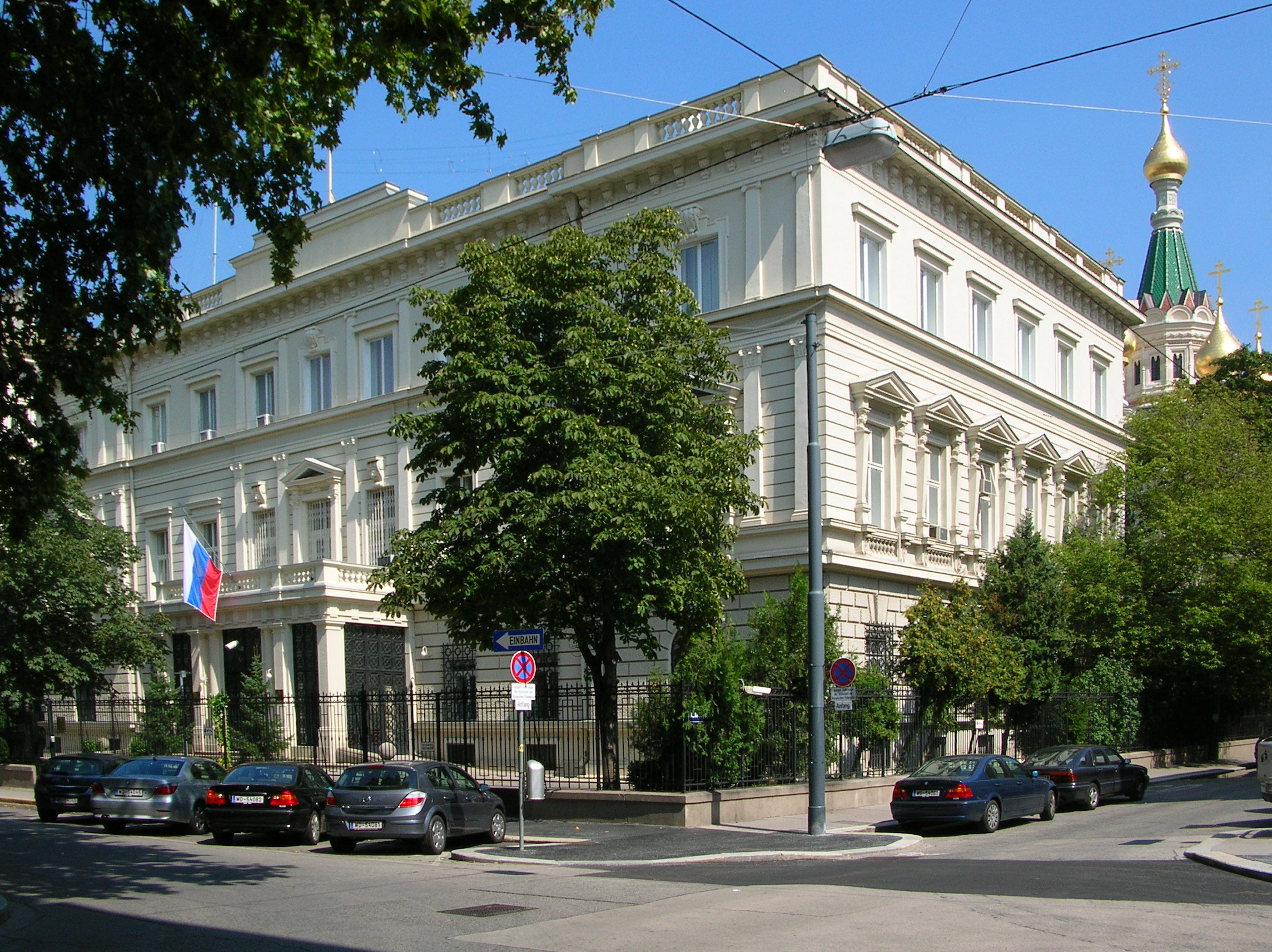
Посольство России в Вене.

Современные отношения между Россией и Австрией развиваются позитивно. Российская Федерация имеет посольство в Вене, а также генеральное консульство в Зальцбурге. Австрия располагает посольством в Москве, в сферу компетенции которого, кроме России, входит и Беларусь, а также почётными консульствами в Екатеринбурге и Нижнем Новгороде. Кроме того, компетентность консульского отдела посольства Австрии в Москве распространяется на Армению, Азербайджан, Грузию и Узбекистан. Действующим послом России в Австрии является Сергей Юрьевич Нечаев, назначенный Указом президента РФ Дмитрия Медведева 9 марта 2010 года и вручивший верительную грамоту в Вене 29 апреля 2010 года. Действующим послом Австрии в России является Маргот Клестиль-Лёффлер.

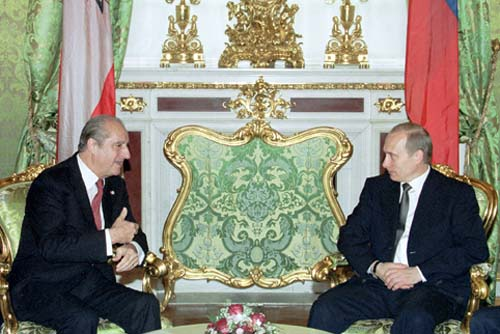
Президент России Владимир Путин с федеральным президентом Австрии Томасом Клестилем. 23 июня 2001 года. Москва.

Между странами поддерживаются постоянные политические контакты на высшем уровне. 22—24 июня 2001 года Россию с официальным визитом посетил федеральный президент Австрии Томас Клестиль, который провёл встречи с президентом России Владимиром Путиным, главой правительства Михаилом Касьяновым, руководителями обеих палат российского парламента Егором Строевым и Геннадием Селезнёвым. Во время своего визита, часть которого прошла в Санкт-Петербурге, Томас Клестиль выступил на открытии российско-австрийского экономического форума, а также посетил несколько достопримечательностей города. Основными темами визита стали перспективы политического и экономического сотрудничества между двумя странами, а также отношения России с Европой. Было подписано несколько соглашений, в том числе в области поддержки предпринимательства, а также контрактов на общую сумму в 4 млрд долларов США.

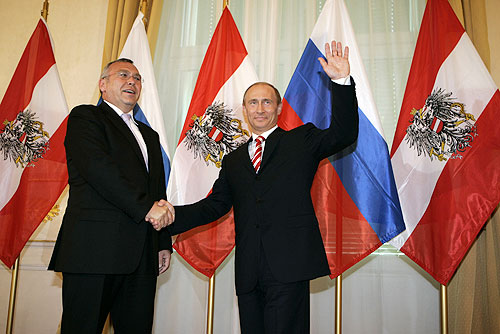
Президент России Владимир Путин с федеральным канцлером Австрии Альфредом Гузенбауэром. 23 мая 2007 года. Вена.

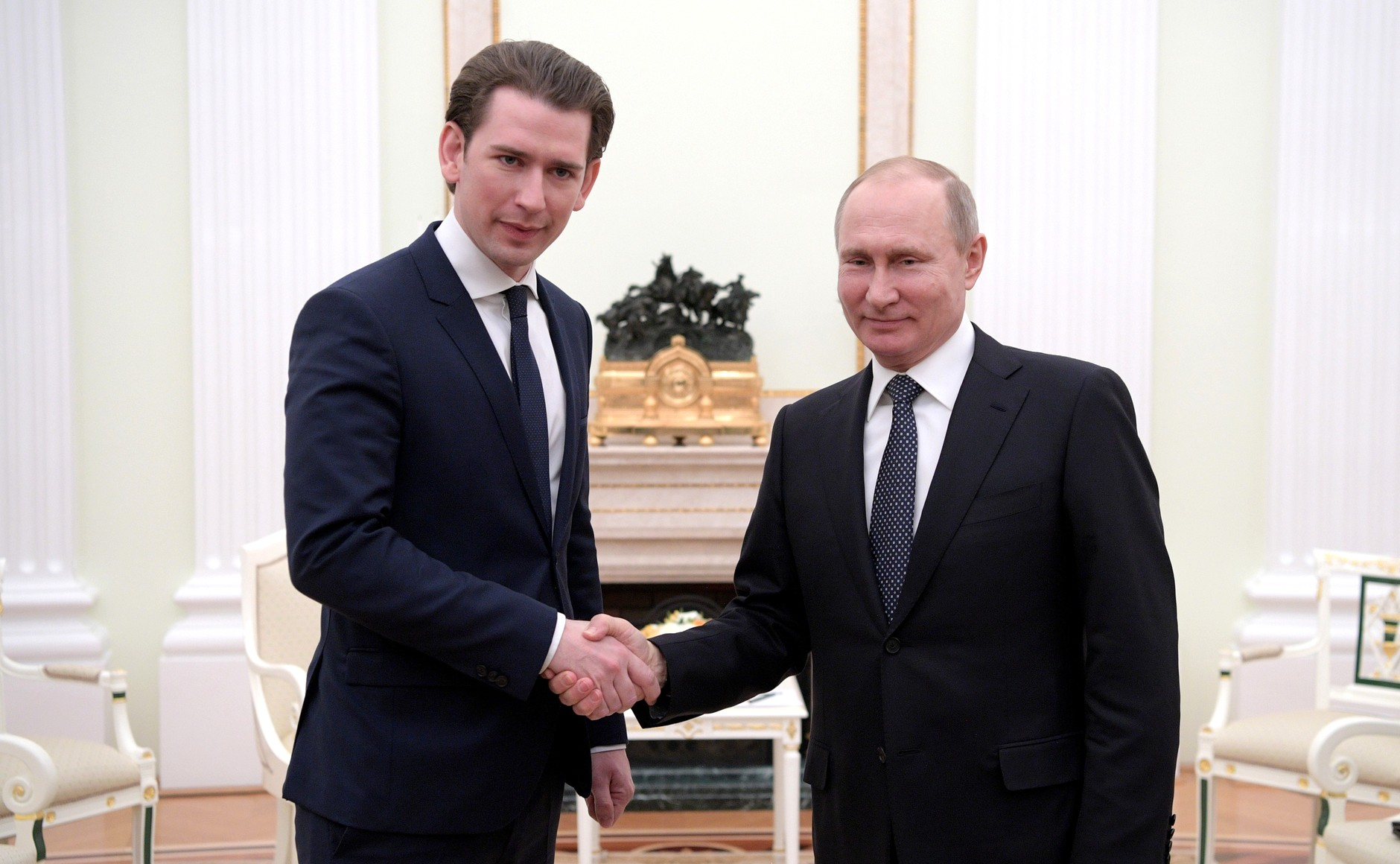
Президент России Владимир Путин с федеральным канцлером Австрии Себастианом Курцем.
28 февраля 2018 года. Москва

Президент Австрии Хайнц Фишер принял участие в торжествах в Москве по случаю 60-летия Победы 9 мая 2005 года.
23—24 мая 2007 года Австрию с официальным визитом посетил президент России Владимир Путин, который провёл встречи с федеральным канцлером Альфредом Гузенбауэром и президентом Австрии Хайнцем Фишером. Незадолго до прилёта Владимира Путина в Вену официальный визит президента России был омрачён скандалом: плановое интервью австрийскому телеканалу ORF в рамках подготовки к визиту было отложено на неопределённый срок из-за «недружественных репортажей канала в преддверии государственного визита» (имелось в виду намерение канала показать вместе с интервью сюжеты о положении чеченцев в России). Кроме того, не состоялись встречи с корреспондентами немецкого телеканала RTL и двух австрийских газет. В рамках бизнес-форума, параллельно проводившегося в Вене, было подписано около 30 соглашений, меморандумов и контрактов на общую сумму в три миллиарда евро. Кроме того, в районе Зальцбурга состоялось официальное открытие хранилища природного газа объёмом 2,4 млрд кубометров (одна треть от всех потребностей Австрии). Также была достигнута договорённость о выходе российских энергетических компаний на конечных потребителей в нескольких федеральных землях Австрии, продлён контракт на поставки российского газа австрийским компаниям до 2027 года.
Президент Российской Федерации Дмитрий Медведев встречался с Хайнцем Фишером 23 сентября 2009 г. в Нью-Йорке и 1 декабря 2010 г. «на полях» саммита ОБСЕ в Астане.
18—21 мая 2011 г. состоялся официальный визит Х. Фишера в Российскую Федерацию.
Активно развиваются торгово-экономические связи. Основным документом, регулирующим отношения в этой сфере, является межправительственное Соглашение о торговле и экономическом сотрудничестве, которое было подписано 8 ноября 1993 года. В соответствии с соглашением учреждена Австрийско-Российская Смешанная комиссия по торговле и экономическому сотрудничеству, рабочие группы которой занимаются вопросами сотрудничества в различных сферах экономики
. 
По данным МИД РФ, в 2010 году товарооборот между двумя странами составил 3,48 млрд долл. США. Основными статьями российского экспорта в Австрию являются энергоносители и сырьевые товары (84,6 %). Экспортируются также древесина и целлюлозно-бумажные изделия (3,7 %), текстиль и изделия из него (2,3 %), металлы и металлоизделия (2,1 %). Доля машин, оборудования и транспортных средств незначительна (1,4 %). Из Австрии в Россию преимущественно завозятся машины и оборудование (41,2 %), продукция химической промышленности (26,5 %), металлы и изделия из них (11,9 %), продовольственные товары и сельскохозяйственное сырье (7,3 %).
В период с 2002 по 2005 года Австрия добровольно выплачивала компенсации российским гражданам, которые привлекались к принудительному труду во время Второй мировой войны на австрийской территории. К концу декабря 2005 года компенсацию получили 12 257 человек (общая сумма выплат — 25,9 млн евро). Россия, со своей стороны, в 2002 году завершила процесс реабилитации репрессированных советскими органами австрийских граждан.
Продолжается сотрудничество между двумя странами с сфере культуры. В 1998 году между Россией и Австрией было заключено Соглашение о культурном сотрудничестве. Большой популярностью среди российских туристов пользуются различные австрийские курорты (в основном горнолыжные). В 2008 году Австрию посетило 263 700 российских туристов.
24 августа 2020 года Австрия приняла решение выслать одного из российских дипломатов в связи с подозрением в промышленном шпионаже. МИД республики отмечает, что его действия противоречат Венской конвенции о дипломатических сношениях. Об этом рассказала о официальный представитель ведомства Клаудиа Тюрчер на просьбу прокомментировать утверждения австрийской прессы. Руководствуясь принципом взаимности, российская сторона в качестве ответной меры объявила «персоной нон грата» сотрудника посольства Австрии в Москве. Также в российской дипмиссии ранее заявили, что решение властей республики наносит ущерб конструктивным отношениям между двумя странами.
В феврале и марте 2022 года в ходе российского вторжения в Украину Австрия поддержала санкции Европейского союза против России несмотря на свой статус нейтральной страны. 7 марта 2022 года российский президент В. Путин внёс Австрию в список «недружественных стран»
11 апреля 2022 года австрийский канцлер Карл Нехаммер стал первым европейским лидером посетившим российского президента после 24 февраля 2022 года, он приехал с целью обсуждения возможности окончания военных действий.